# Ilha de Maceira

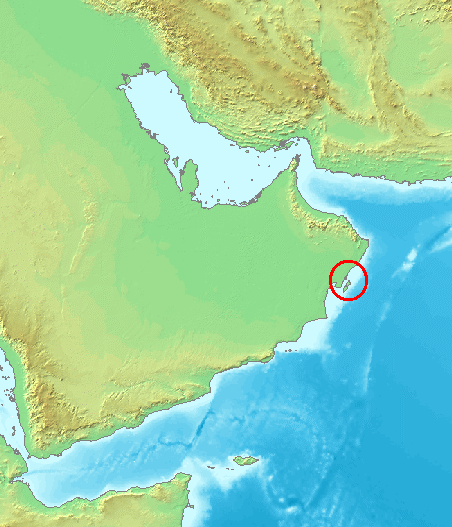
Localização de Maceira ao largo da costa de Omã

Maceira (em árabe: مصيرة, lit. 'Masirah') é uma ilha ao largo da costa leste de Omã, com 95 km de comprimento no sentido norte-sul, e entre 12 e 14 km de largura, com uma área de cerca de 649 km², e cerca de 12 000 habitantes distribuídos por 12 localidades, sobretudo no norte da ilha (9292 no censo de 2003, dos quais 2311 eram estrangeiros). 